# Гвоздичник розрослий
Гвоздичник розрослий, кольраушія пагононосна як Kohlrauschia prolifera  (Petrorhagia prolifera) — вид рослин з родини гвоздикових (Caryophyllaceae); зростає у західній, середній і південній Європі, на Кавказі, у західній Азії.

## Опис
Однорічна незапушена рослина 10–50 см заввишки. Стебла прямостоячі, прості або гіллясті. Квітки сидячі, в голівках. Пелюстки червонувато-бузкові. 2n = 30.

## Поширення
Поширений у північно-західній Африці, Європі, західній Азії; натуралізований у США; інтродукований до Британської Колумбії та Великої Британії.
В Україні вид зростає на відкритих сухих схилах — у Правобережному Лісостепу і Степу, рідко (в Тернопільській, Вінницькій та Одеській обл.).